# Лез-Аллё
Лез-Аллё (фр. Les Alleux) — упразднённая в 2016 году коммуна во Франции, в регионе Шампань — Арденны. Департамент коммуны — Арденны. Входит в состав кантона Ле-Шен. Округ коммуны — Вузье.
Код INSEE коммуны — 08007.
Коммуна расположена приблизительно в 190 км к востоку от Парижа, в 65 км северо-восточнее Шалон-ан-Шампани, в 34 км к югу от Шарлевиль-Мезьера.

## История
1 января 2016 года в результате слияния коммун Ле-Шен, Луверньи и Лез-Аллё образована коммуна Берон-э-сез-Анвирон.

## Население
Население коммуны на 2008 год составляло 81 человек.
| 1962 | 1968 | 1975 | 1982 | 1990 | 1999 | 2008 |
| ---- | ---- | ---- | ---- | ---- | ---- | ---- |
| 84   | 125  | 102  | 69   | 72   | 63   | 81   |

## Администрация
| Период | Период | Фамилия       | Партия | Должность |
| ------ | ------ | ------------- | ------ | --------- |
| 1995   | 2001   | Фрэнсис Ледиг |        |           |
| 2001   |        | Жоэль Жобер   |        |           |

## Экономика
В 2007 году среди 45 человек в трудоспособном возрасте (15—64 лет) 36 были экономически активными, 9 — неактивными (показатель активности — 80,0 %, в 1999 году было 77,1 %). Из 36 активных работали 33 человека (17 мужчин и 16 женщин), безработными были 3 мужчин. Среди 9 неактивных 1 человек был учеником или студентом, 1 — пенсионером, 7 были неактивными по другим причинам.

## Награды
- Военный крест (1914—1918). Награждён указом от 9 марта 1921 года.

## Фотогалерея

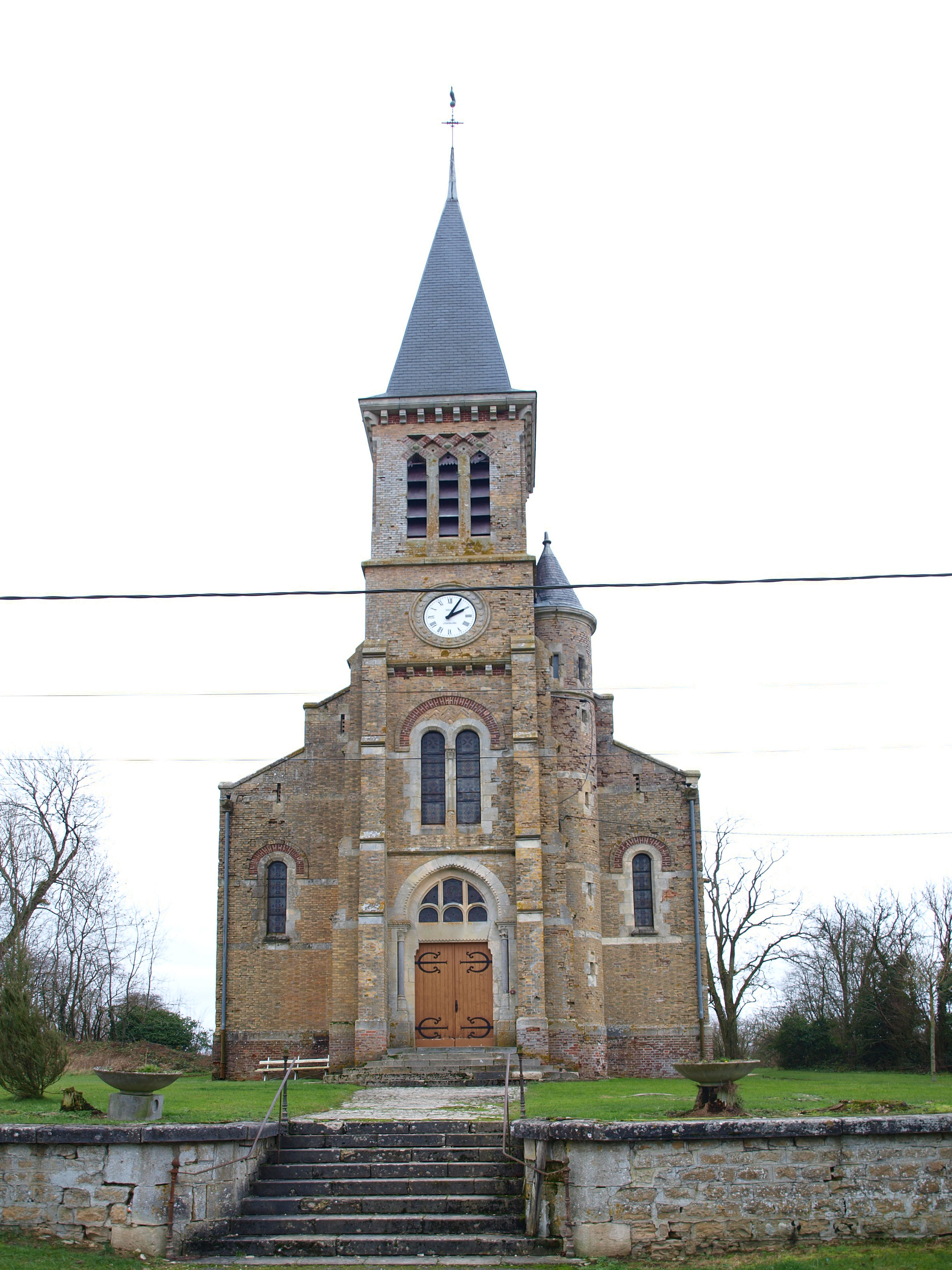
Церковь Св. Иоанна Крестителя
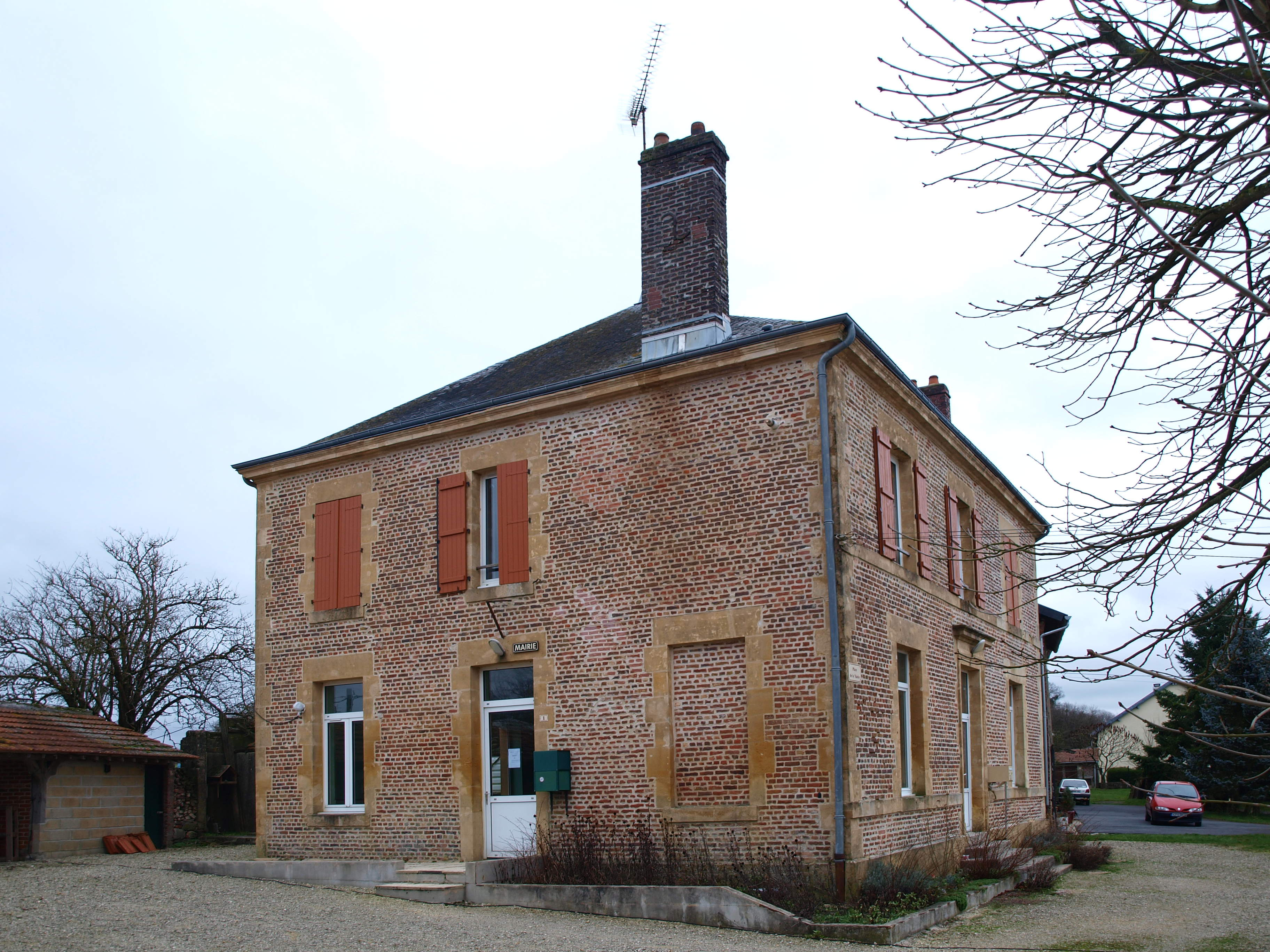
Мэрия
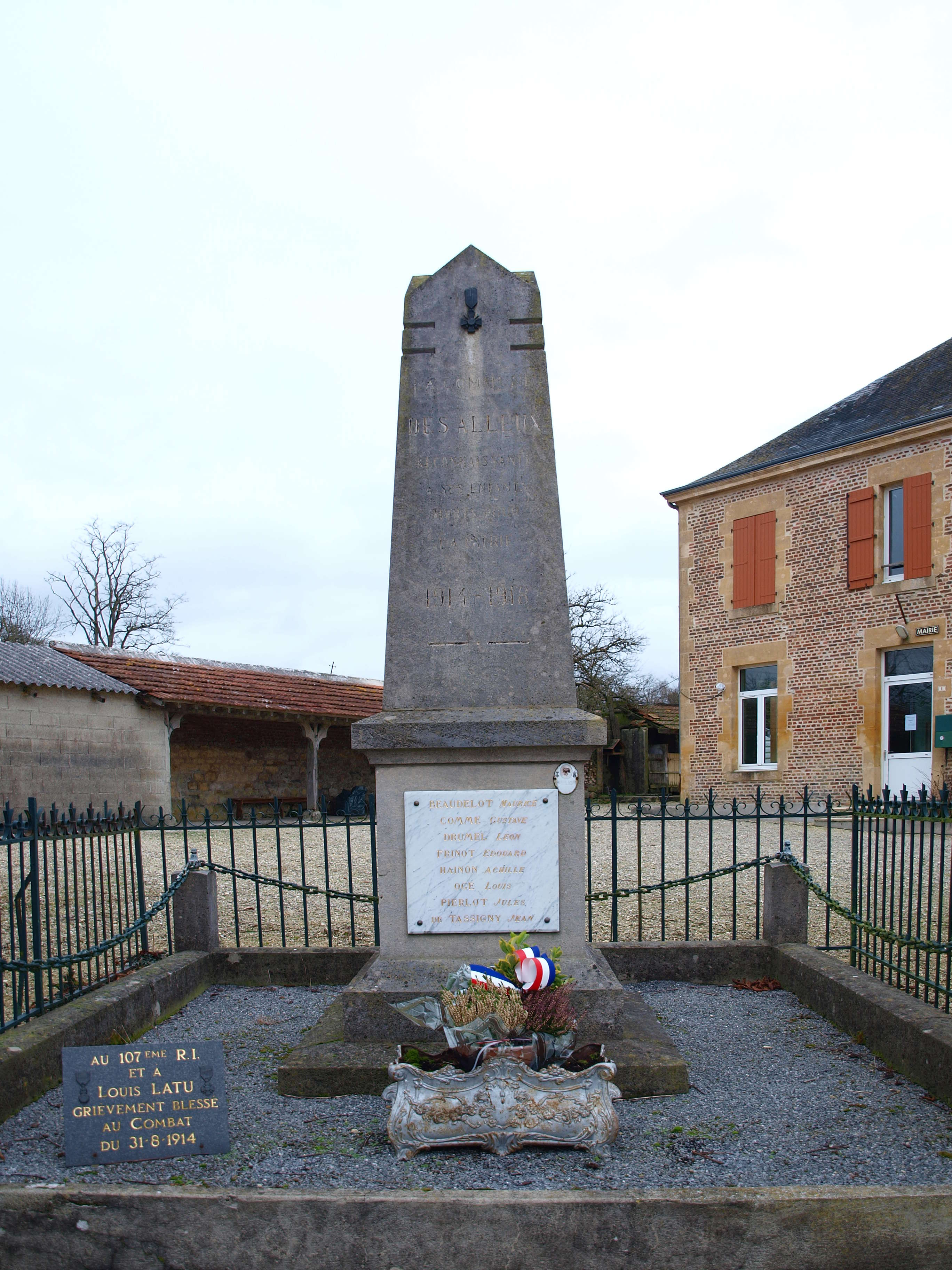
Памятник погибшим в Первой мировой войне
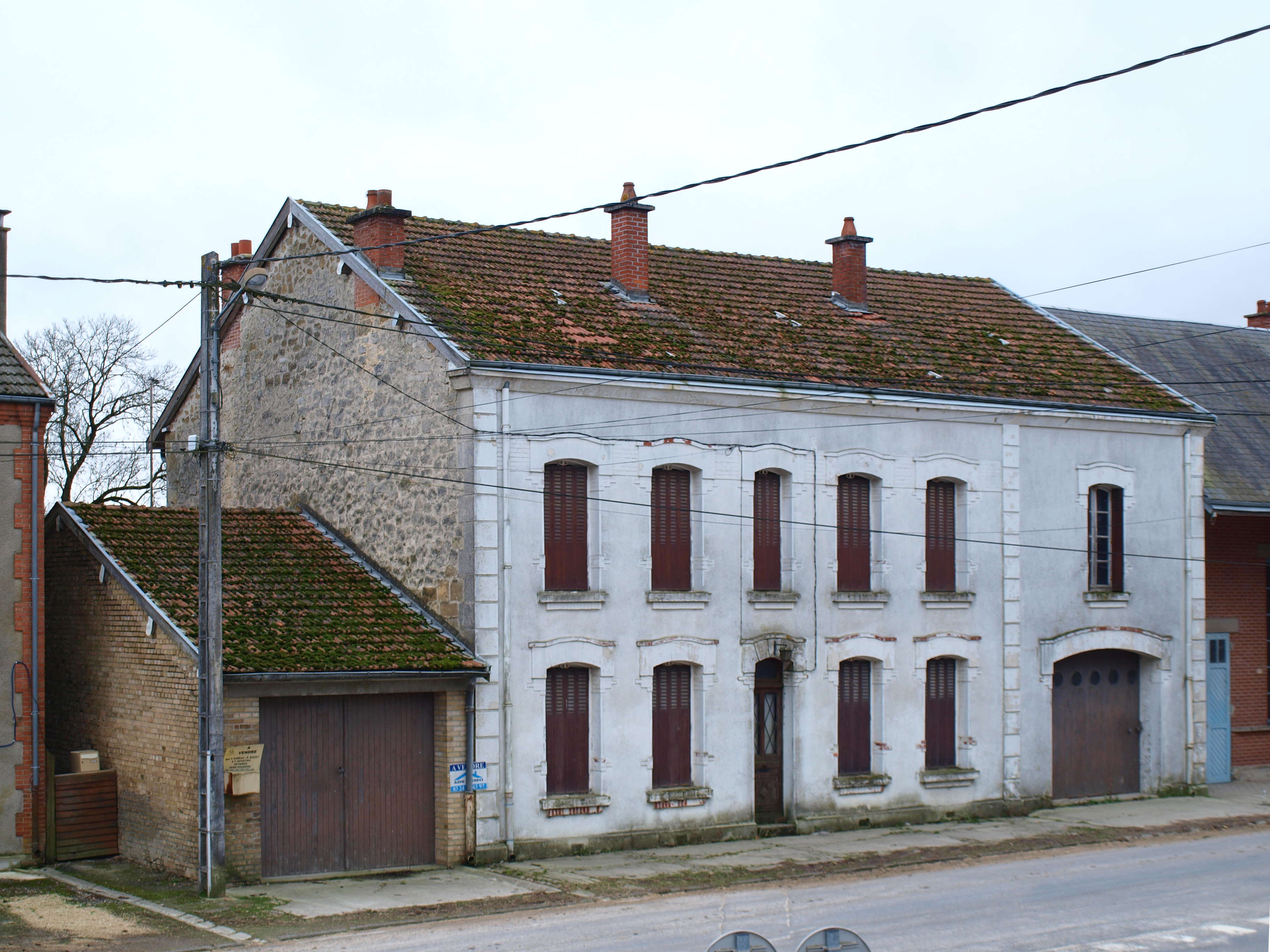
Дом